# Йеро
Ел Йеро (на испански: El Hierro) е испански остров, най-западният от архипелага на Канарските острови.
Обявен за Биосферен резерват от ЮНЕСКО през 2000 година, днес Ел Йеро е съставен от три общини (Ла Фронтера, Ел Пинар де Ел Йеро и Валверде), с постоянно население от 10 995 души.
Най-висока точка на острова е връх Малпасо (1501 m).